# Uhřice (zámek)
Zámek Uhřice leží uprostřed vesnice Uhřice na severu Zlínského kraje v okrese Kroměříž.

## Historie
První písemná zmínka o tvrzi a hospodářství pochází z roku 1336 (uváděn Vrchoslav z Uherce) nebo 1355 (uváděn Vrš z Uhřic). Další vlastník markrabě Jan v lednu 1371 dal tvrz Janu Půtovi z Holštejna. Dalšími majiteli byl rod z Dřínova a od roku 1499 Jan z Miňovský z Lazníku na Mouřinově. Pravděpodobně původní tvrz byla přestavěna Miňovskými na reprezentativní sídlo. Po bitvě na Bílé hoře byl majetek včetně zámku Žalkovským z Žalkovic, kteří jej drželi od roku 1610, konfiskován. Novým majitelem byl olomoucký probošt Jan Arnošt Platejs z Platenštejna. Zpustošený zámek po třicetileté válce nechal znovu postavit Hoffmann z Grünbüchlu, který jej zakoupil v roce 1655. Dnešní půdorys jednopodlažní zámek získal v roce 1723, kdy jej vlastnila od roku 1703 Zuzana Terezie hraběnka z Gellhorn, manželka Arnošta hraběte z Gellhornu, majitele panství Blansko. V té době k zámku náležel ovčín, pivovar se sladovnou, panský šenk, mlýn a kovárna. K nejvýznamnějším přestavbám došlo v roce 1764 za Michala hraběte Chorinského. V roce 1791 zámek vyhořel a byl přestavěn na dvoupatrový s mansardovou střechou a s věžičkou s hodinami. V 18. století vlastnili zámek Daunové a v roce 1810 v dražbě jej zakoupil Ignác Bedřich z Friedrichstalu a od roku 1853 jej držel rod Jenison z Walworthů. Po druhé světové válce v roce 1945 byl zámek konfiskován a využíván jako škola, byty, hospoda nebo sklad. Zámek je kulturní památkou České republiky.

## Současnost
Po Sametové revoluci se o zámek nikdo nestaral a zhruba v roce 2001 byl zámek zapsán na seznam památek, které mohou zaniknout. To platilo až do roku 2004, kdy byl odkoupen Josefem Paulem Jarkou, který zajistil základní statické úpravy a začal s odbornou rekonstrukcí zámku, čímž ho zachránil před samotným zřícením. Zámek je občas součástí společenských akcí, které se v Uhřicích provádí, jako například oslavy 130. let sboru dobrovolných hasičů, kdy zámek posloužil jako místo pro mši svatou a zámecký park jako místo pro vystavení hasičských exponátů.